# Pumpier
Pumpier bezeichnet in der Studentensprache des 19. Jahrhunderts einen Geldverleiher, der über das Vergeben von Darlehen hinaus noch weitere Hilfsdienste anbot. Es handelt sich um eine hybride Wortbildung basierend auf der Bezeichnung Pump für einen Kredit oder Vorschuss, verbunden mit dem französischen Affix -ier.

## Literarisches

Der Prager Pumpier Sigmund Pick, genannt Abraham

Eine besonders anschauliche Beschreibung der Tätigkeit eines Pumpiers liefert Karl Hans Strobl in seinem Roman Die Vaclavbude:
„Abraham, der vielbeschäftigte der den bürgerlichen Namen Sigmund Pick hatte, saß um sieben Uhr abends immer im Deutschen Haus und erteilte Audienzen. Eine sogenannte Beschäftigung hatte er nicht, und doch war er den ganzen Tag beschäftigt. Abraham war des Faktotum der deutschen Studentenschaft. Abraham vermietete Zimmer in allen Preislagen. Er borgte Geld und vermittelte Prüfungstermine. (...) Er besorgte Inskriptionen und Testuren und trug Uhren in das Versatzamt. (...) Er wußte die Adressen sämtlicher Paukbader und kannte die Privatverhältnisse aller Prager Studenten. Er hatte seine Kundschaft unter den verbohrtesten Zionisten und unter den wütendsten Antisemiten. Abraham war schon von hundert empörten Vätern mit den grausigsten Todesarten bedroht worden und lebte noch immer. Abraham war überall und wußte alles, selbst die geheimsten Couleurgeheimnisse, und war unentbehrlich. Aber die Hauptsache war doch seine Gewandtheit im Geldauftreiben. Er hatte niemals mehr als ein paar Gulden bei sich. Aber wenn ein Vertrauenswürdiger erklärte, er brauche Geld, so bestellte ihn Abraham ruhig auf den nächsten Tag um elf Uhr auf den Graben. "Morgen um elf bin ich auf dem Graben!" das war die ständige Redewendung. Dann wußte man, daß man versorgt war.“